# Péninsule de Banks
Pour les articles homonymes, voir Banks.
La péninsule de Banks est un volcan éteint érodé de Nouvelle-Zélande formant une péninsule rattachée à la côte Est de l'île du Sud et s'avançant dans l'océan Pacifique Sud. Située dans la région de Canterbury, sa principale localité est la ville de Lyttelton et la grande ville de Christchurch la borde au nord.

## Géographie

### Topographie

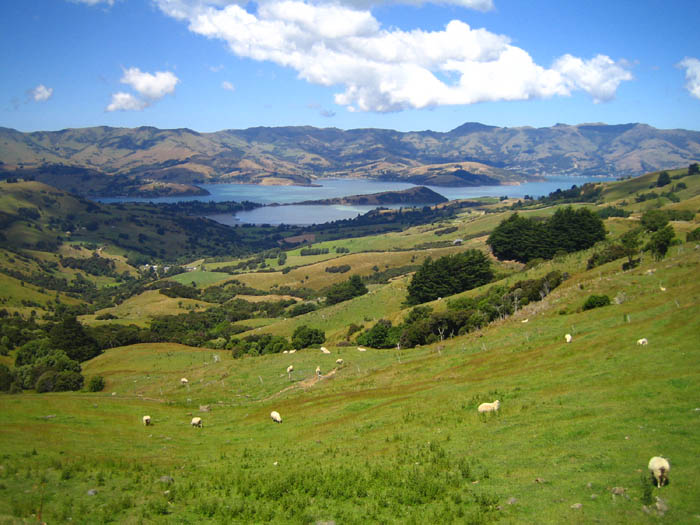
Vue du fond de l'Akaroa Harbour.

La péninsule de Banks se trouve au centre de la côte Est de l'île du Sud de la Nouvelle-Zélande. La côte à cet endroit est basse et constitue le prolongement des plaines de Canterbury mais la péninsule de Banks s'avance dans la mer en un massif montagneux au littoral découpé qui délimite deux grandes baies : la baie de Canterbury au sud-ouest et la baie de Pegasus au nord. Plus précisément, la péninsule est encadrée au nord par l'estuaire des rivières Avon et Heathcote autour duquel s'étend la ville de Christchurch et à l'ouest par le lac Ellesmere/Te Waihora.
La péninsule se présente sous l'aspect d'un massif de collines de forme ovale et dont le littoral est découpé en de nombreux caps, péninsules et ports naturels dont deux majeurs : l'Akaroa Harbour (en) ouvert vers le sud et le Lyttelton Harbour ouvert vers le nord. Le plus haut sommet est le mont Herbert qui culmine à 919 mètres d'altitude. Le plus grand lac de la péninsule est le lac Forsyth (en) qui est en réalité une vallée noyée dont la sortie vers l'océan est barrée par le cordon littoral du lac Ellesmere/Te Waihora.

### Climat
La péninsule de Banks est soumise à un climat océanique.

### Faune et flore
Autrefois largement boisée, les collines de la péninsule sont désormais en grande partie couvertes de prairies pour le pâturage.

### Géologie

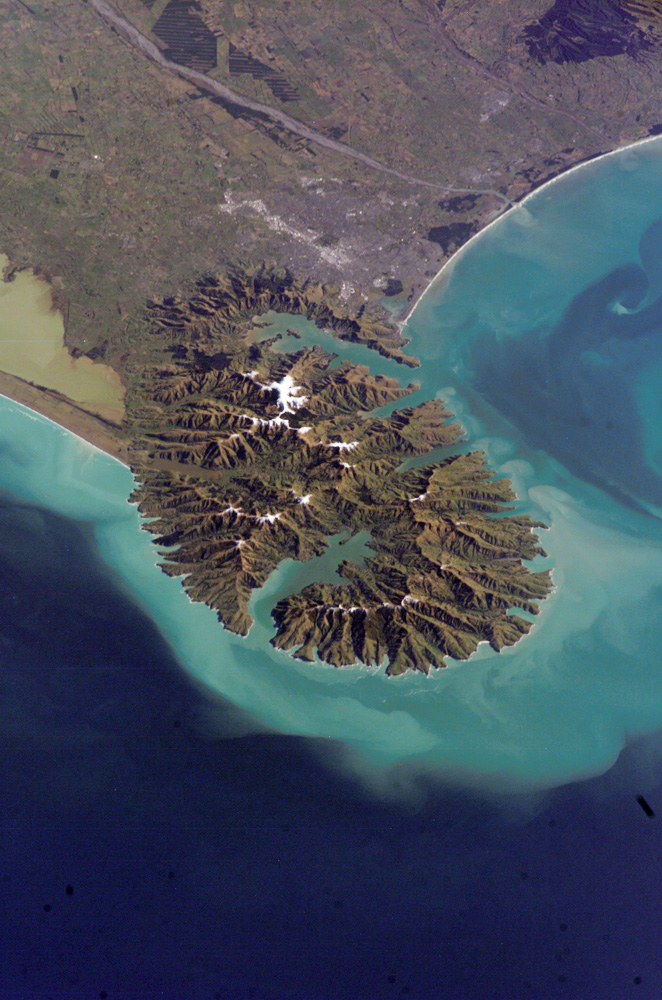
Image satellite de la péninsule de Banks.

Les collines de la péninsule de Banks correspondent aux restes érodés de deux stratovolcans coalescents formés au Miocène. À l'origine émergé en pleine mer et culminant à environ 1 500 mètres d'altitude, le massif volcanique a été rattaché à l'île du Sud lorsque les plaines de Canterbury se sont formées par le dépôt des matériels de l'érosion des Alpes du Sud. Lui-même érodé, les deux principaux cratères du volcan ont donné naissance aux deux principaux ports naturels de la péninsule : l'Akaroa Harbour (en) et le Lyttelton Harbour. Par la suite, du lœss s'est déposé sur les flancs Nord et Ouest de la péninsule.

## Histoire
Il y a environ un millénaire, les Polynésiens peuplent la Nouvelle-Zélande, y compris la péninsule de Banks qui est occupée par plusieurs tribus māori.
Bien des années plus tard, en 1770, James Cook découvre la péninsule qu'il nomme ainsi en l'honneur de son botaniste, Joseph Banks. Il est persuadé à ce moment-là que la péninsule est en fait une île, erreur compréhensible lorsque l'on voit l’eau qui entoure la majeure partie de celle-ci.
En 1830, les Anglais passent beaucoup plus de temps en Nouvelle-Zélande et le troc fonctionne à merveille. Ces deux points tuent beaucoup de Māori : d'une part, ceux-ci ne sont pas immunisés vis-à-vis des maladies européennes et d'autre part, les mousquets apportés par les colons font beaucoup plus de victimes que les armes traditionnelles lors des guerres inter-tribales.
Au cours des années 1830, quelques baleiniers français mènent leurs activités près de la Nouvelle-Zélande. La zone de pêche à la baleine étant excellente, le capitaine Jean-François Langlois a donc l'idée de créer une colonie française en Nouvelle-Zélande afin d'éviter de parcourir la moitié de la planète pour obtenir de l'huile de baleine. En août 1838 il achète une bonne partie de la péninsule de Banks aux Maoris pour mille francs et leur donne un premier versement de 150 francs sous forme de troc, le restant du paiement devant se faire au moment de la prise de possession effective du territoire. Le capitaine retourne donc en France et fait les démarches nécessaires pour qu'une expédition de colonisation soit envoyée sur l'île sud de la Nouvelle-Zélande. 
Il faut attendre 1840 pour qu'un petit groupe de Français venus de Paris et dirigé par Charles-François Lavaud, revienne en Nouvelle-Zélande pour y établir une colonie. Mais les Anglais ont déjà la souveraineté de l'île du Nord et, avec le traité de Waitangi, il leur est facile de prendre possession de l'île du Sud. Ce qui arrive quelques semaines avant le retour des Français. 
Au lieu de la quasi-totalité de la péninsule de Banks (et même de l'île du Sud tout entière comme ils l'espéraient à terme), les colons envoyés par la France (dont des Allemands) ne peuvent s'implanter que dans deux villages de la baie de Paka Ariki (future French Bay) : Akaroa et le futur Takamatua. En 1846, François Lecomte prend la relève du capitaine Lavaud.
Ces deux implantations françaises ne tiennent pas bien longtemps en tant que telles et passent rapidement sous contrôle britannique, mais un certain nombre de Kiwis (habitants de Nouvelle-Zélande) descendent des colons français qui y ont fait souche.

## Population et infrastructures

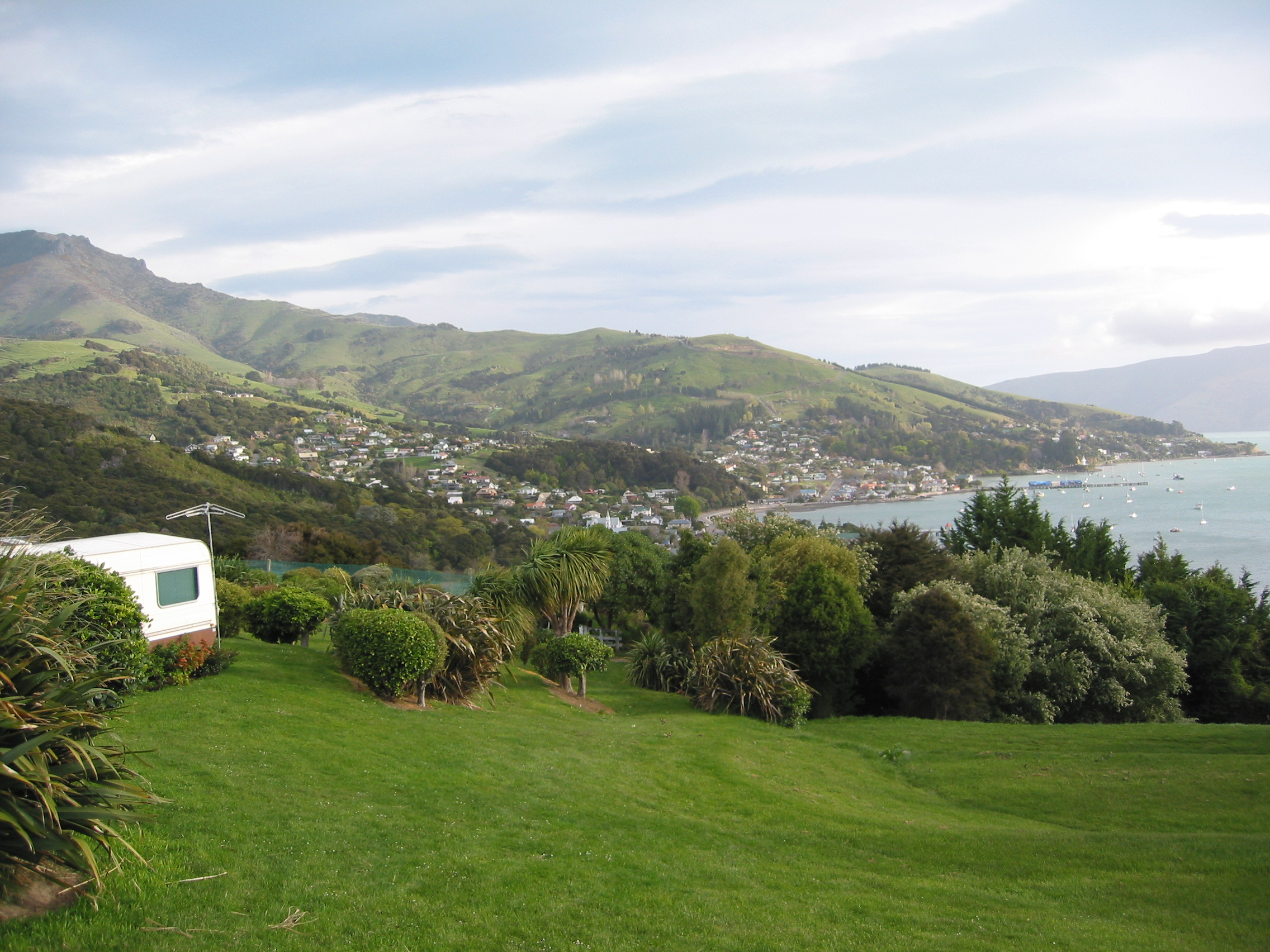
Vue d'Akaroa.

Selon le recensement de 2001, la population totale de la péninsule s'élève à 7 833 habitants soit une augmentation de 252 personnes par rapport au recensement de 1996. La très grande majorité de cette population est d'origine européenne, les Māori étant représentés en moindre proportion par rapport au reste de la Nouvelle-Zélande, et plutôt âgée, diplômée, riche, sans enfants et mieux équipée en biens de consommation et services que la population du reste du pays.
Cette population vit principalement sur les côtes de la péninsule et notamment aux deux principales localités que sont Akaroa établie sur les bords du Akaroa Harbour (en) et Lyttelton établie sur les bords du Lyttelton Harbour, cette dernière localité étant la plus grande des deux. Christchurch est reliée à Akaroa par la route 75 et à Lyttelton par la route 74 via un tunnel.